# Éloge de la fatigue

L'Éloge de la fatigue est un poème du comédien, acteur, scénariste et poète Robert Lamoureux, qu'il écrit en réponse à une critique récurrente qui lui est faite, celle d'avoir « mauvaise mine ».

## Contexte
La première lecture du poème est faite lors d'une de ses représentations dans les années vers 1953 où le texte est introduit par « comme on n'a jamais mauvaise mine que parce que l'on est fatigué et comme on n'est jamais fatigué que parce que l'on travaille [...] j'ai écrit un poème ».

## Distribution
Le texte a été enregistré par Fernandel sur un 45 tours en 1958.
Le poème a été rediffusé en 2005 par The Orchard dans la série Les meilleurs artistes des chansons populaires de France - Robert Lamoureux.
Il a été publié en 2010 dans la revue Imaginaire et inconscient.
Le poème est mis en avant en 2018 par France Inter.